# ۱۱۰۷ (میلادی)
۱۱۰۷ (میلادی) هزار و صد و هفتمین سال تقویم میلادی است.

## زادگان
- ۱۲ ژوئن – امپراتور گائوزونگ، نویسنده و شاعر چینی (د. ۱۱۸۷)